# هارو اينو
هارو اينو (باليابانية: 井上春生؛ بالكانا: いのうえ はるお) هو كاتب سيناريو ومخرج ياباني، ولد في 1963.

## روابط خارجية
- هارو اينو على موقع IMDb (الإنجليزية)
- هارو اينو على موقع قاعدة بيانات الفيلم (الإنجليزية)